# Kimbo (Unternehmen)
Kimbo S.p.A. ist ein italienisches Unternehmen in der  Kaffeeveredelung mit Sitz in Neapel.

## Geschichte
Das heute in zweiter Generation geführte Familienunternehmen entstand in den 1950er-Jahren aus einer kleinen Kaffeerösterei, die von den drei Gebrüdern Francesco, Gerardo und Elio Rubino unter dem Namen Café do Brasil gegründet wurde. Ihr Interesse am Kaffee stammte aus dem vom Vater in Neapel betriebenen Café mit Konditorei. Seit 1963 trägt das Unternehmen den heutigen Namen Kimbo. Der von den Gebrüder Rubino geröstete Kaffee verbreitete sich zunächst im Raum Neapel und später in ganz Kampanien, wo die Rösterei innerhalb von 15 Jahren zum Marktführer avancierte. Einen Wachstumsschub erlebte das Unternehmen, wie die ganze Kaffeeindustrie, in den 1960er Jahren dank der Einführung und Verbreitung von Vakuumverpackungen. Kimbo bezieht seit jeher den Kaffee direkt bei den Produzenten in Mittel- und Südamerika sowie Indien und Afrika.